# چروزینا
چروزینا (به ایتالیایی: Cervesina) یک کومونه در ایتالیا است که در استان پاویا واقع شده‌است.

## خصوصیات
چروزینا ۱۲٫۵ کیلومترمربع مساحت و ۱٬۱۸۶ نفر جمعیت دارد و ۷۲ متر بالاتر از سطح دریا واقع شده‌است.